# 阿納德爾灣

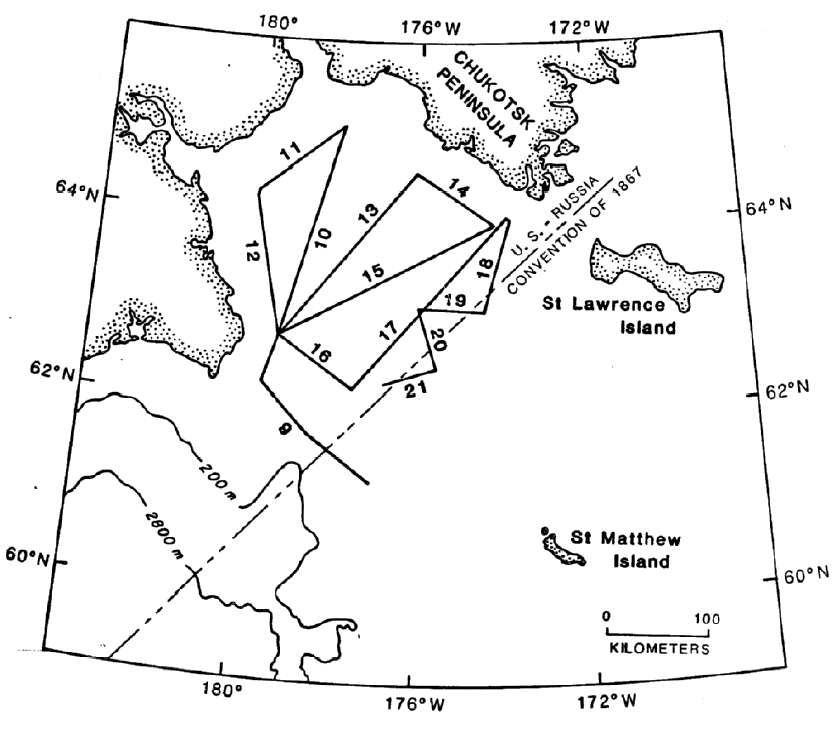
阿納德爾灣地圖

阿納德爾灣（俄语：Анадырский залив）是俄羅斯東北部的大型海灣，位於楚科奇自治區白令海內，長278公里，闊約400公里，最大水深105米，全年大部分時間被冰封，注入的河流有阿納德爾河、韋利卡亞河、坎恰蘭河和圖曼斯卡亞河。
64°00′N 178°00′W / 64.000°N 178.000°W